# Yoü and I
«Yoü and I» — пісня американської співачки Lady Gaga, четвертий сингл з другий альбому співачки «Born This Way». Випущений 23 серпня 2011 року.
Продюсерами синглу виступили Lady Gaga та Robert John «Mutt» Lange.